# Carel Mann
Carel Christiaan Wilhelm Mann (* 23. Juli 1871 in Amsterdam; † 30. November 1928 in Den Haag) war der erste niederländische Schachkomponist von internationaler Bedeutung.
Nach dem Schulabschluss arbeitete er als Metzger in der Metzgerei seines Vaters. Er spielte zunächst passabel Turnierschach, 1892 begann er mit der Komposition von Schachaufgaben und Endspielstudien. Einige seiner Studien wurden international bekannt und mit Preisen ausgezeichnet.
Viele seiner Studien zeigten zwei Damen und einige Figuren, dabei bearbeitete er gerne Zugzwangthemen.
Veröffentlicht wurden 173 Studien und 62 Schachaufgaben.
Mann litt seit seiner Jugend an einer Nervenkrankheit. Diese verstärkte sich ab 1911 spürbar und führte schließlich 1928 zum Tode.